# Komisja Bezpieczeństwa KC PZPR
Komisja Sekretariatu Biura Politycznego KC PZPR ds. Bezpieczeństwa Publicznego – komisja kontroli partyjnej Biura Politycznego Komitetu Centralnego PZPR nad aparatem represji stalinowskich w Polsce w latach 1949-1954.
Powołana 24 lutego 1949 w celu kontroli i zadaniowania przez PZPR organów bezpieczeństwa państwa. Na jej czele stanął Prezydent RP i Sekretarz Generalny PZPR Bolesław Bierut. W skład komisji weszli: Jakub Berman jako członek Biura Politycznego KC PZPR odpowiedzialny za bezpiekę, Hilary Minc wiceprezes Rady Ministrów i przewodniczący Komitetu Ekonomicznego Rady Ministrów, gen. dyw. Stanisław Radkiewicz minister BP oraz wiceministrowie BP: oficerowie Roman Romkowski, Konrad Świetlik i Mieczysław Mietkowski (ten ostatni jako sekretarz Podstawowej Organizacji Partyjnej PZPR w Ministerstwie Bezpieczeństwa Publicznego).
Komisja była inspiratorem i współorganizatorem represji wobec przeciwników politycznych i niewinnych Polaków. Jej posiedzenia poświęcone były m.in. przeglądowi sytuacji bezpieczeństwa państwa. Ministrowie i dyrektorzy poszczególnych departamentów MBP, składali przed nią swoje sprawozdania z prowadzonych śledztw, operacji, otrzymując wytyczne, co do dalszego ich postępowania i ścigania poszczególnych osób, zdobywania ważnych dla RP informacji i kreowania poza terytorium RP zdarzeń (wywiad) korzystnych dla RP. Niejednokrotnie komisja decydowała nawet o wysokości wyroków, jakie miały zapaść w sądach.